# مايكل وولف (مصور)
مايكل وولف (بالإنجليزية: Michael Wolf؛ بالألمانية: Michael Wolf) هو فنان ومصور ألماني وأمريكي، ولد في 1954 في ميونخ في ألمانيا.

## وصلات خارجية
- الموقع الرسمي